# Esthetic Education
Esthetic Education — украинская рок-группа с интернациональным составом.

## История

### 2004 год
Группа была основана в 2004 году бельгийским режиссёром и фотографом, живущим в Лондоне, Луи Франком совместно с экс-участниками украинской рок-группы «Океан Ельзи» Юрием Хусточкой и Дмитрием Шуровым. В то время Луи можно было чаще встретить в Москве, так как там жила и работала его жена — актриса Дина Корзун.
В декабре 2004 года молодая группа выпускает свой дебютный альбом «Face Reading». Пластинка записывалась достаточно быстро, но доводилась до кондиции ещё полгода. «Этот альбом создавался в домашних условиях, на ноутбук, в свободное время, — вспоминают музыканты. — Тогда мы ещё плохо знали друг друга и не очень понимали, чего хотим. Нам просто хотелось делать какую-то музыку вместе. Поэтому альбом получился сумбурным, очень разным и по настроению, и по наполнению».
Также в конце 2004 года группа съездила в мини-тур по Европе, отыграв концерты в клубах Лондона, Лидса, Парижа и Рене. После выступления в Лондонском клубе Splitz одна из песен «эстетиков» даже попала на сборник «Spitz Live Record 2».

### 2005—2006 года
В 2005 году группа начала стремительно набирать обороты. Вслед за приглашением выступить на разогреве у Moby на его киевском концерте во Дворце спорта, география концертов пополнилась выступлением на сербском фестивале Exit, а также регулярными поездками в Москву, где кроме клубов, группу очень часто можно было увидеть и в лайн-апах фестивалей.
Осенью выходит макси-сингл Leave Us Alone/Machine, а две заглавные песни становятся лидерами украинских и российских хит-парадов. После релиза группа посещает практически все крупные города Украины с концертами. Заканчивается этот тур полным аншлагом на концерте 10 февраля 2006 года в киевском клубе «Ринг». Все выступление записывалось, и по итогам летом 2006 выходит концертный альбом Live At Ring. Диск сводил в Лондоне Доминик Бретс, который известен своими работами с Миком Джаггером и The Tiger Lillies.
Тем же летом вышел новый сингл «Василь Васильців». Эту песню Esthetic Education посвятили молодому львовскому музыканту Василию Васильциву, чьё творчество сразило музыкантов наповал. Клип на сингл снимал скандальный украинский художник Илья Чичкан.
Песни группы очень полюбились киношникам. Самой известной работой в кино можно назвать песню «Unbelievable» для фильма «Orangelove» режиссёра Алана Бадоева.

### 2007 год
2007 год стал самым насыщенным годом. Закончилась работа над новым альбомом, основная запись которого проходила в Лондоне в студии Brick Lane Studio. До середины 80-х она была ведущей студией в Лондоне, там записывались Queen, INXS, The Clash, Madonna, Seal и другие известные исполнители.
В начале года стали активно распространяться слухи о том, что группа прекращает своё существование. Это было обусловлено тем, что вокалист Луи Франк переехал жить из Киева обратно в Лондон, а клавишника Диму Шурова стали видеть в студии Земфиры, где она записывала свой новый альбом, а также гастролирующим с ней по России и Европе.
Но несмотря на это, никто разбегаться не собирался, и в апреле 2007 года Esthetic Education презентовали Werewolf — по словам самих ребят, пластинка стала первым «настоящим» альбомом группы, продуманным и объединённым одной концепцией. Она вышла более зрелая, профессионалльная, но в то же время и очень личная. В июне Werewolf смогли увидеть на полках магазинов и москвичи.
Презентацию альбома группа провела в киевском Зелёном Театре. выбрав местом проведения концерта Зелёный театр на склонах Днепра. Издавна пользующаяся дурной славой «Зеленка» наряду с Аскольдовой могилой и Лысой горой считается одной из главных достопримечательностей мистического Киева. Тем не менее, «эстетики» решились и не прогадали — таинственная атмосфера не только не помешала, но и органично вписалась в концепцию шоу.
Кроме того, в течение лета группа успела выступить на фестивале Maxidrom в Санкт-Петербурге, открыть выступления группы My Chemical Romance в России и отыграть совместный концерт с Земфирой в московском клубе «Апельсин». Очень знаковой получилась поездка на международный фестиваль Sziget в Будапешт, где группа представляла Украину среди таких мировых звёзд, как The Killers, Nine Inch Nails, Pink и других.
В конце 2007 года группа преподнесла очередной красивый подарок своим слушателям. Шоу «Антенна» имело статус киноконцерта и проходило в «Мистецькому Арсеналі» — 300-летнем здании оружейного арсенала. На большом экране над сценой транслировали аргентинское немое кино «Антенна», а группа своей музыкой озвучивала его. Это шоу оказалось уникальным как по задумке, так и по исполнению, и многие называют его лучшим шоу прошедшего 2007 года.

### После 2008 года
Несмотря на то, что Esthetic Education не заявляли о своём распаде, после 2008 года деятельность группы практически сошла на нет. Выпустив в 2008 году сингл With you, музыканты практически перестали заниматься совместной работой.
В 2007 году Луи Франк как вокалист Esthetic Education принимает участие в записи сингла «Радиовьетнам» группы Би-2,
в 2008 году под сценическим псевдонимом Johnny Bardo выпускает сольную пластинку Basket Case. В 2013 Луи создаёт проект Atlantida и в течение нескольких месяцев выпускает первые три сингла проекта — «Сиреневые сны», «Перекрестки» и «Все можно». В сентябре 2013 программа «Атлантиды» представлена на главной сцене Джаз Коктебель.
Дмитрий Шуров также начинает работать сольно — с 2009 года в составе собственной группы Pianoбой он даёт концерты, программу которых составляют его сольные песни, и как клавишник продолжает постоянную работу в коллективе Земфиры.

## Состав группы
- Юрий Хусточка — бас-гитара, гитара, акустическая гитара, перкуссия, бэк-вокал
- Дмитрий Шуров — клавишные, вибрафон, мандолина, программирование, фисгармония, перкуссия, металлофон
- Луи Франк — вокал, программирование, синтезатор
- Илья Галушко — гитара, бэк-вокал
- Анатолий Шмаргун — барабаны (2004—2006)
- Андрей Надольский — барабаны (2006—2008)

## Дискография

### Студийные альбомы
- 2004 — Face Reading (RS Russia [1])
- 2005 — Leave Us Alone/Machine (макси-сингл)
- 2006 — Live At Ring
- 2007 — Werewolf

## Фильмография (саундтреки)
- «Happy People» (реж. А. Шапиро)
- «Хоттабыч» (реж. Пётр Точилин)
- «Alguma Coisa Assim»
- «Оранжевая любовь» (OrangeLove) (реж. Алан Бадоев)
- «Невеста любой ценой» (реж. Дмитрий Грачёв)
- «М+Ж (Я Люблю Тебя)» (реж. Александр Черных)
- «Красная шапочка» (2011 г.)